# إل إم إف أي أو

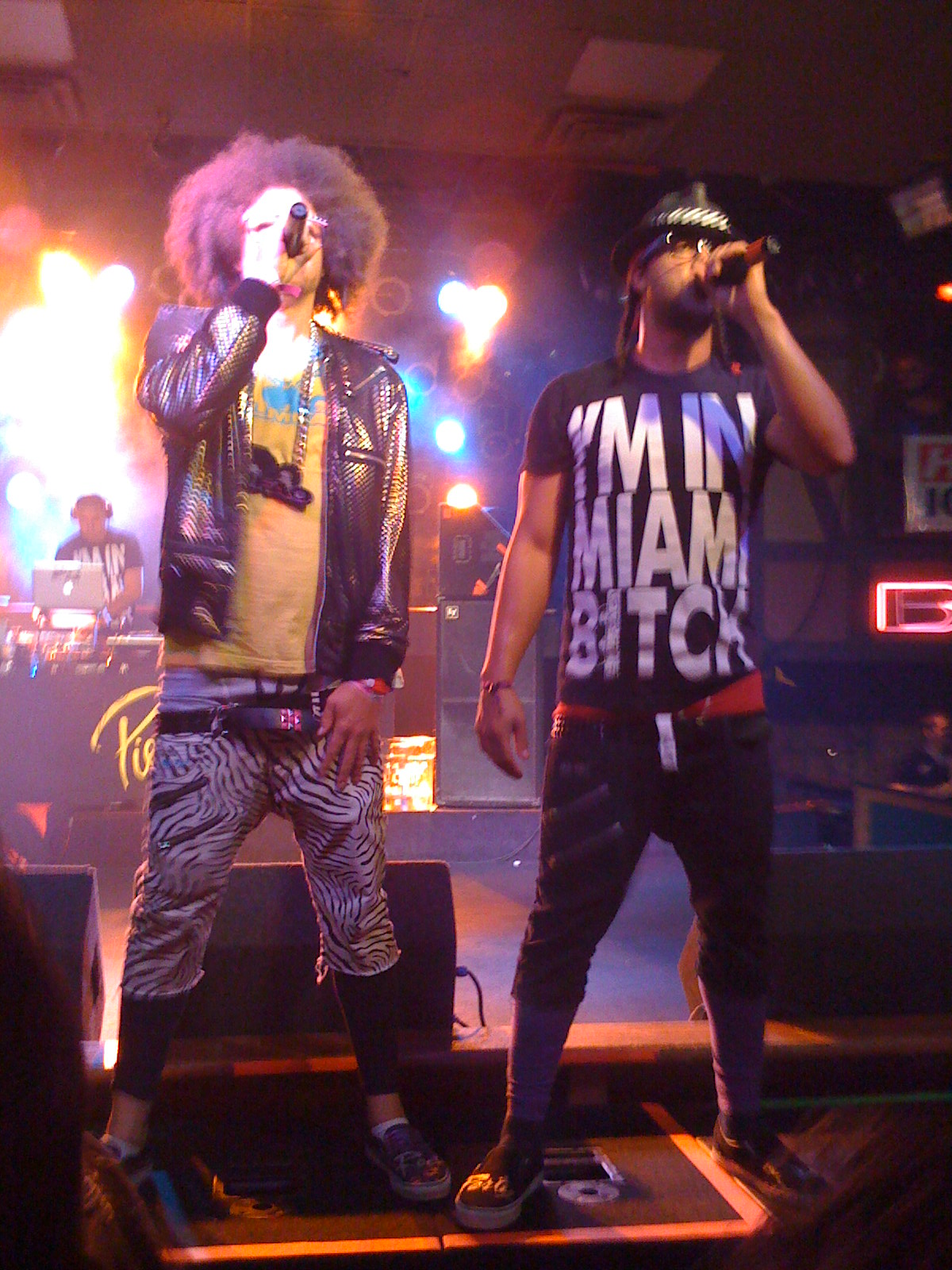
إل إم إف أي أو

إل إم إف أي أو (بالإنجليزية: LMFAO) وهي فرقة موسيقي رقص إلكترونية أمريكية ثنائية نشئت في سنة 2006 واستمرت إلى سنة 2012 وتتكون من ريدفو وسكاي بلو. أغنيتهم Party Rock Anthem أي نشيد حفلة الروك احتلت المرتبة الأولى في عدة منها المملكة المتحدة وأستراليا وبلجيكا والبرازيل وكندا والدنمارك وفرنسا وألمانيا وجمهورية أيرلندا ونيوزيلندا وسويسرا وفي الولايات المتحدة واحتلت المراتب 5 الأولى في إيطاليا وفي النرويج وذلك في 2011 وبيعت 9.7 مليون نسخة منها.

## روابط خارجية
- إل إم إف أي أو على موقع IMDb (الإنجليزية)
- إل إم إف أي أو على موقع ميوزك برينز (الإنجليزية)
- إل إم إف أي أو على موقع رولينغ ستون (الإنجليزية)
- إل إم إف أي أو على موقع أول ميوزيك (الإنجليزية)
- إل إم إف أي أو على موقع ديسكوغز (الإنجليزية)